# Hagenow
Hagenow is een gemeente in de Duitse deelstaat Mecklenburg-Voor-Pommeren, gelegen in de Landkreis Ludwigslust-Parchim. De stad telt 12.245 inwoners.

## Geografie
Hagenow heeft een oppervlakte van 67,43 km² en ligt in het noordoosten van Duitsland.

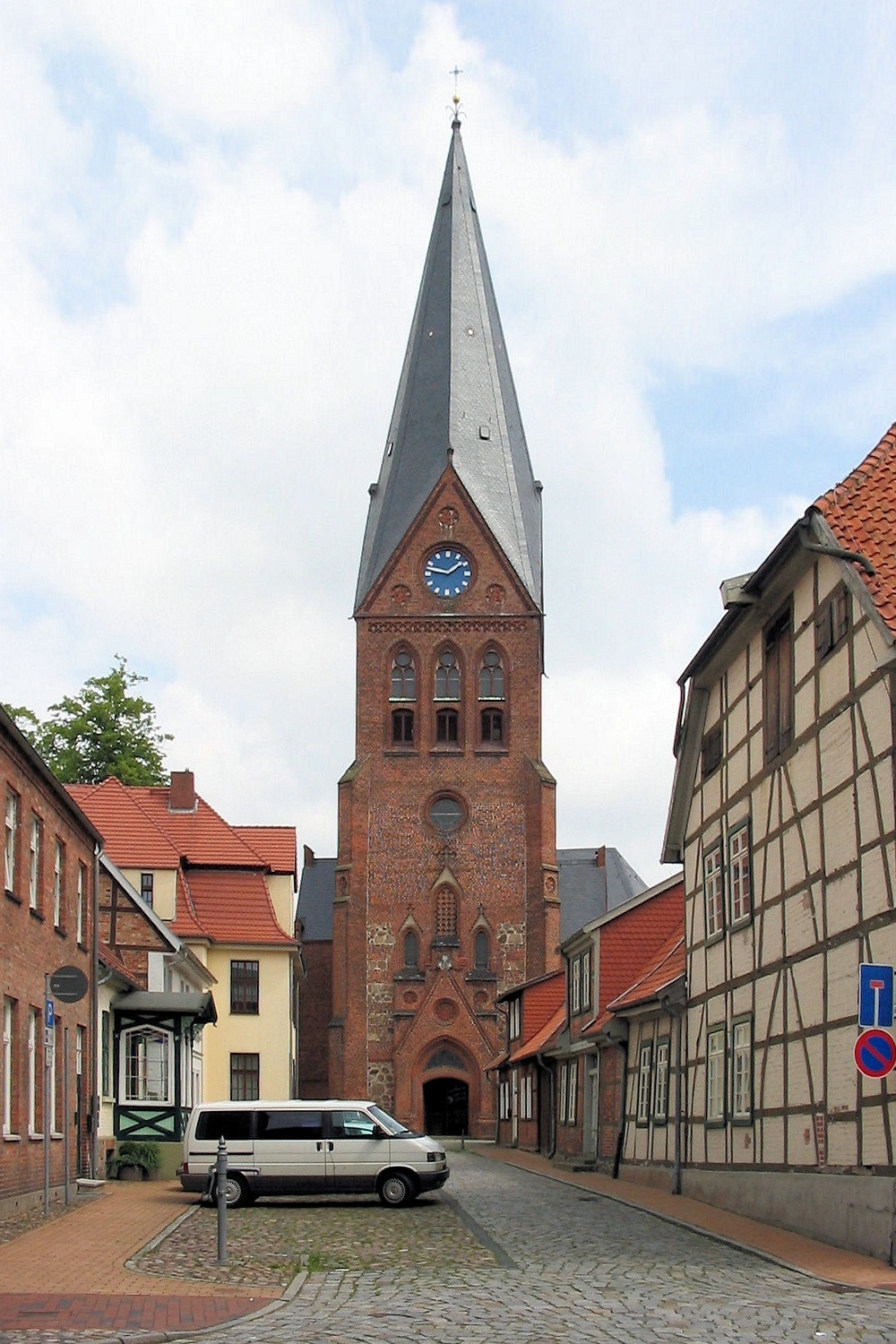
Hagenow, met zich op de stadskerk
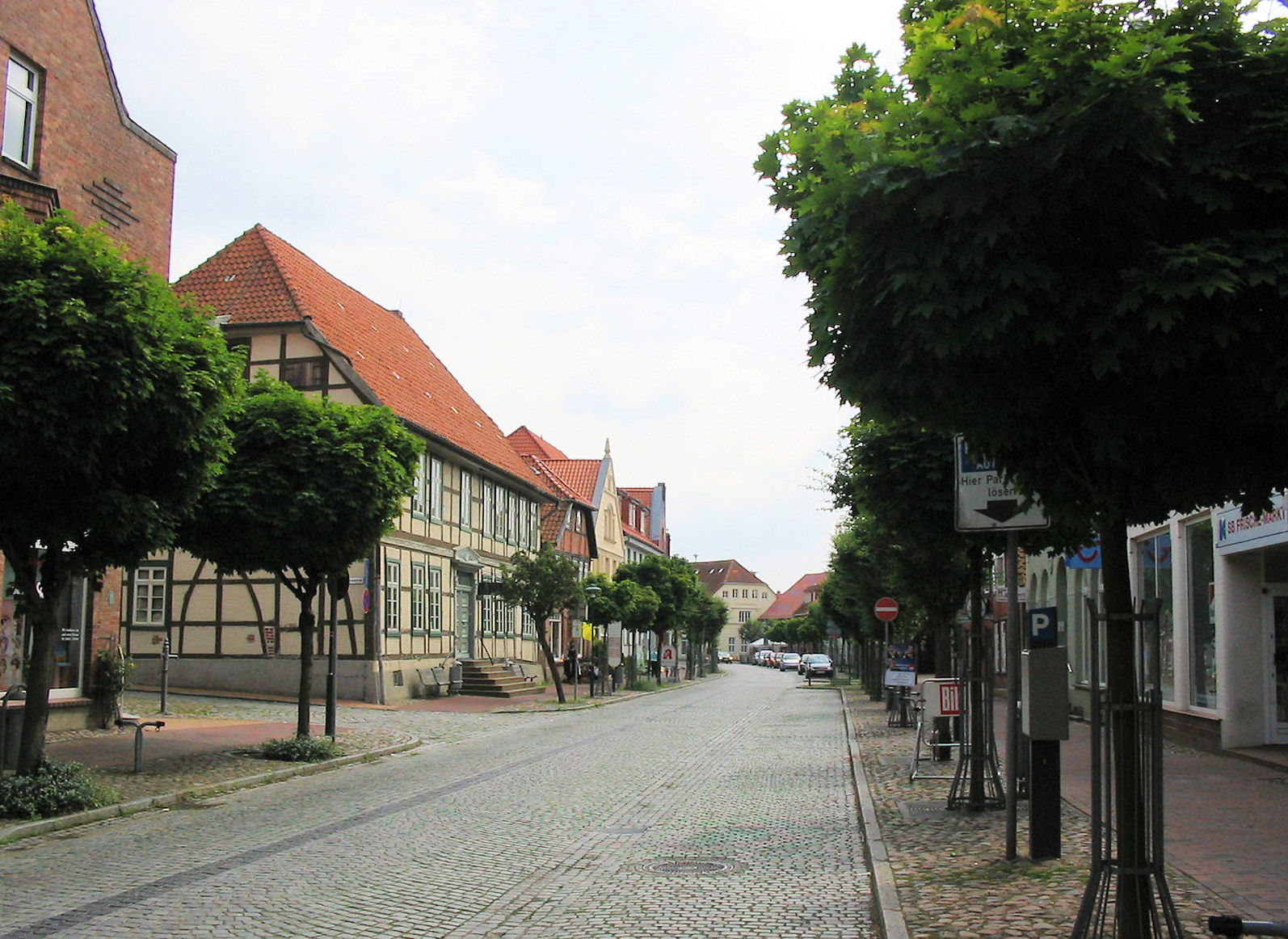
Lange Straße, Hagenow
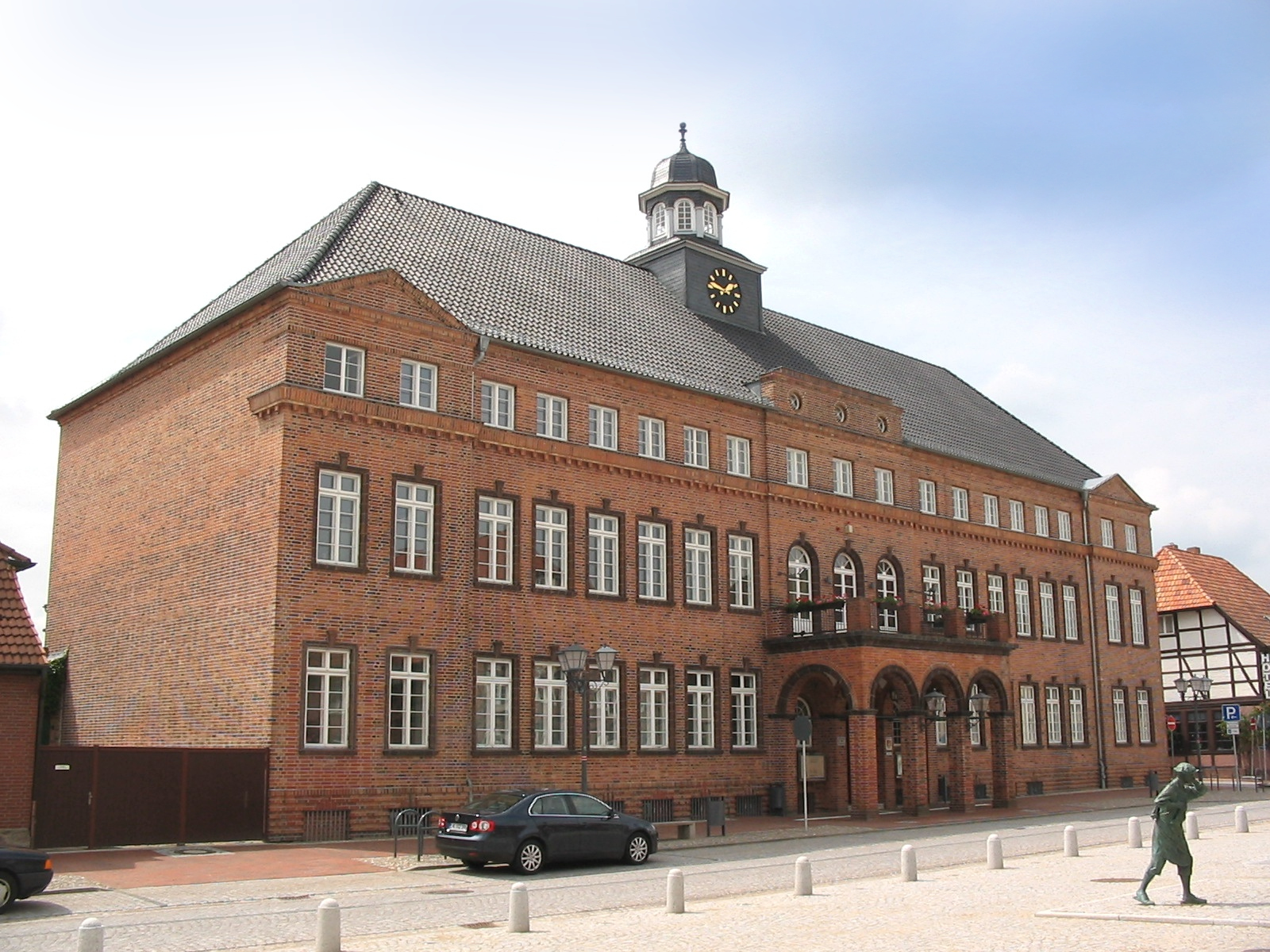
Raadhuis
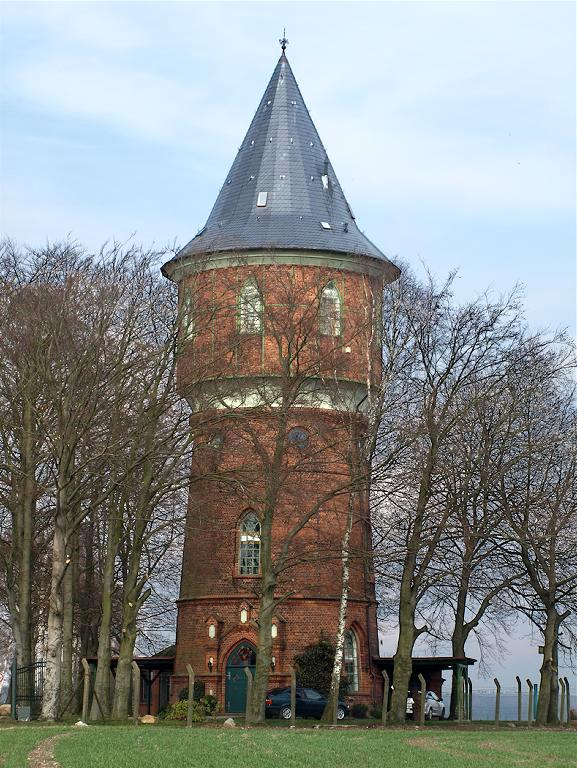
Watertoren van Hagenow
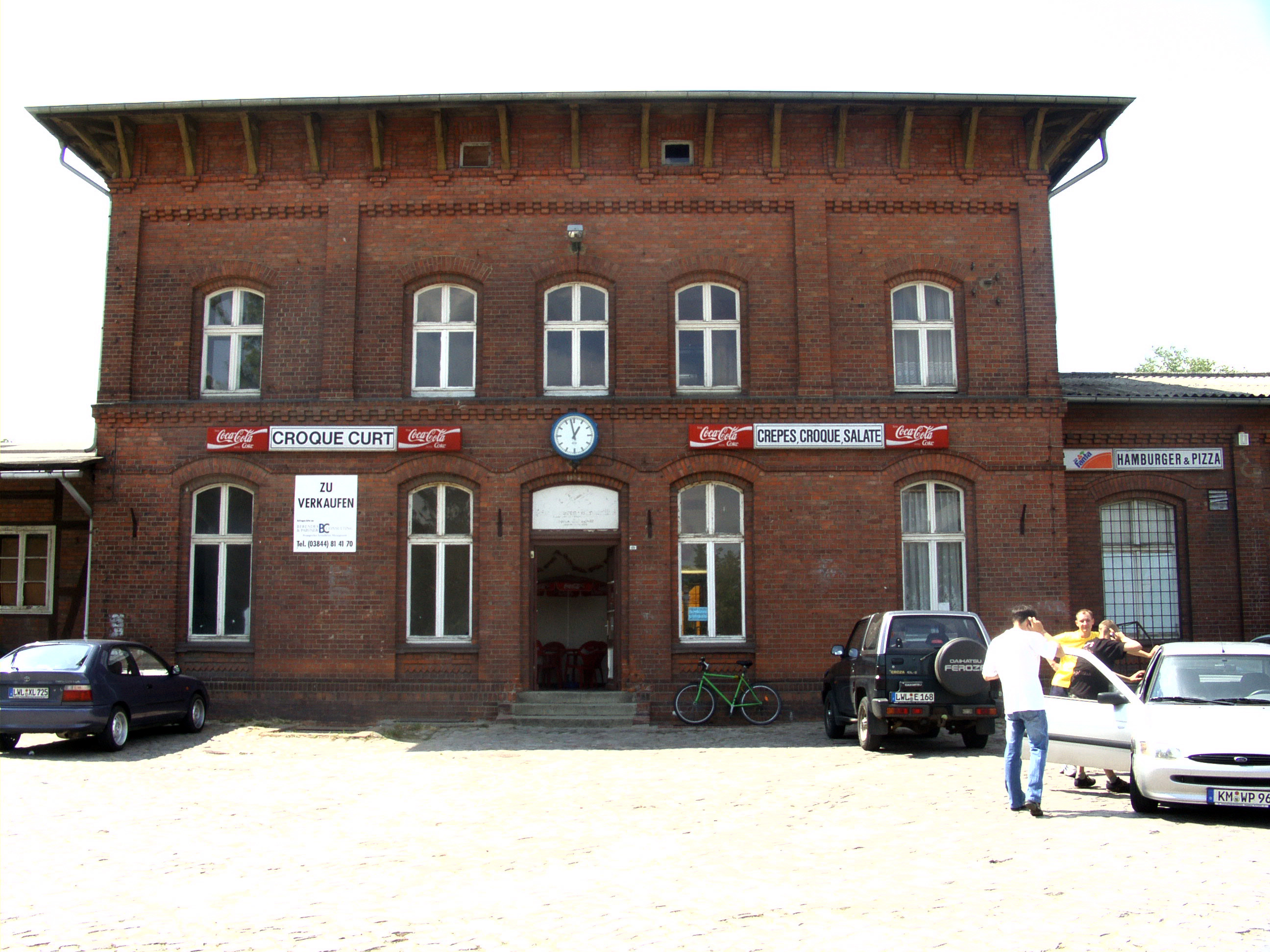
Station van Hagenow